# Pavetta kasaica
Pavetta kasaica är en måreväxtart som beskrevs av Cornelis Eliza Bertus Bremekamp. Pavetta kasaica ingår i släktet Pavetta och familjen måreväxter.
Artens utbredningsområde är Kongo-Kinshasa. Inga underarter finns listade i Catalogue of Life.